# Soldat
『Soldat』（ソルダット）は、2002年にポーランド人のMichal Marcinkowskiによって開発されたネットワーク対戦型2Dアクションゲームである。

## 概要
18種類の特徴ある武器と、7つのゲームモード、3つのモードオプションが用意されており、シンプルな見た目ながら奥深いゲームプレイが楽しめる。
また操作も手軽であり、キーボードでキャラクターの移動、マウスで照準を操作する。基本プレイが無料であることから世界中で愛されており、定期的に国際大会も開かれている。
2011年9月に2年ぶりにアップデート。ver.は1.6。

## ゲームモード
Death Match （DM：デスマッチ）
時間内で最大キル数を競うモードで、他のプレイヤーを最も多く殺したプレイヤーが勝利する。他のプレイヤーを殺すと1ポイント獲得できる。
Team Match （TM：チームマッチ）
最大4つのチームに分かれて最大キル数を競い、他のチームのプレイヤーを最も多く殺したチームが勝利する。
Point Match （PM：ポイントマッチ)
基本はDMと同じだが、マップ上に落ちている旗を持った状態で他のプレイヤーを殺すと2ポイントを獲得できる。
Rambo Match （RM：ランボーマッチ）
マップ上に落ちているRamboの弓を持った状態で他のプレイヤーを殺すか、弓を持っているプレイヤーを殺した時のみポイントを獲得できる。また、弓を持っていない状態で弓を持っていない他のプレイヤーを一定数殺すとポイントが-1される。
Capture The Flag （CTF：キャプチャーザフラッグ）
赤（Alpha）と青（Bravo）の2チームに分かれ、お互いの旗を奪い合う。敵チームの旗を自チームの旗まで持って帰るとポイントを獲得できる。最もメジャーなゲームモード。DMなどと違い、戦略的な要素やチームとの連携などが加わってくる。
Infiltration （INF：インフィルトレーション）
赤と青の2チームに分かれ、赤チームは敵陣にある黒旗を自陣にある白旗まで持って帰り、青チームはそれを阻止する。というように、あらかじめ役割が決まっているモード。赤チームは旗を持って帰ると30ポイント、青チームは時間経過と共に1ポイントを獲得できる。
Hold The Flag （HTF：ホールドザフラッグ）
赤と青の2チームに分かれ、マップ上に落ちている旗を奪い合う。旗を持っている時のみ、時間経過と共にポイントを獲得できる。

### モードオプション
Survival Mode（サバイバルモード）
最後の一人になるまで殺しあうモード。一度死んだら最後の一人が決まるかどちらかのチームが全滅するまで復活できない。
Realistic Mode（リアルスティックモード）
挙動を可能な限り現実に近くしたモード。通常と比べ、武器によるダメージが増える・高所から一定スピード以上で落下するとダメージを受ける・前方の敵しか視認できない・銃を撃つと反動で照準が上昇する、など。
Advanced Mode（アドヴァンスドモード）
最初はセカンダリウェポンしか使用できないが、敵を殺すことで使用できる武器が増えていき、死ぬと減っていくモード。
この他、ユーザーが独自に考案したナイフ投げのドッジボールやZombieと呼ばれる大量のコンピュータを殺戮するゾンビモードが存在する。これにはルールがある場合もあるのでプレイする際には注意が必要である。

## アイテム

### メインウェポン
1. Desert Eagles
50口径のハンドガン2丁拳銃として扱う。リロードが早く、威力も十分あるため扱いやすい。装弾数7発。
2. HK MP5
1発の威力は低いが、高速連射と素早いリロードが可能なサブマシンガン。装弾数30発。
3. AK-74
1発の威力が高いが、連射力とリロードが遅めなアサルトライフル。装弾数40発。
4. Steyr AUG
弾道がブレにくく、高速連射が可能なアサルトライフル。リロードはMP5より遅いがAK-74より早い。装弾数25発。
5. Spas-12
近接で威力を発揮するショットガン。1～2発直撃させれば確実に相手を倒すことが出来る。装弾数7発。
6. Ruger-77
高威力の猟銃ライフル。弾道が高速なため、遠距離の敵も倒すことが容易。装弾数4発。
7. M79
破壊力お墨付きのグレネードランチャー。爆風ダメージがあり、直撃させれば木っ端微塵にすることが出来る。装弾数1発
8. Barret M82A1
一撃必殺のアンチマテリアルライフル。しゃがむか伏せることによって射程を伸ばせる。装弾数10発。
9. FN Minimi
高速連射のマシンガン。リロードは遅いが所持弾数が多い。装弾数50発。
0. XM214 Minigun
ガトリングガン。1発の威力は低く、リロードはかなり遅いが超高速連射で敵を圧倒する。装弾数100発。

### サブウェポン
USSOCOM
ハンドガン。Desert Eaglesにも引けを取らない威力を持つ。
Combat Knife
1本しか無いナイフ。射程が短いが投げることも出来る。
Chainsaw
チェーンソー。近づいた者を片っ端からミンチにしていく恐ろしい武器。
M72 LAW
ロケットランチャー。しゃがむか伏せることによって発射可能。直撃させれば木っ端微塵にすることが出来る。

### ボーナス
Berserker（バーサーカー）
拾うとしばらくの間、攻撃力が1.5倍になる。
Predator（プレデター）
拾うとしばらくの間、透明人間になることが出来る。
Flame God（フレイムゴッド）
拾うと残弾無限（厳密には1秒にも満たないリロード速度）の火炎放射器を死ぬまで使用することが出来、かつしばらくの間無敵状態になる。
Cluster（クラスター）
クラスターグレネード。地面に当てると小さな手榴弾が散らばり、辺り一体を爆破する。3つまで所持できる。
Vest（ベスト）
防弾チョッキ。M79やLAW以外の被ダメージを軽減する。被弾することで減少していき、減少していくと軽減する度合いも減っていく。

### その他
Stationary Guns（ステーショナリーガンズ）
高威力、高速連射の銃座。撃ち過ぎるとオーバーヒートを起こす。
Granade（グレネード）
最初から所持している手榴弾。投げると約3秒で爆発する。クラスターを拾うとクラスターに変わる。
Rambo bow（ランボー・ボウ）
ランボーが使用していた弓。普通の矢と着弾すると爆発する矢を扱うことが出来る。ベストが無ければ一撃必殺し、これを装備している間は体力が徐々に回復していく。